# گورستان چشمه کیوتنگ
قبرستان چشمه کیوتنگ مربوط به دوران پیش از تاریخ ایران باستان است و در شهرستان پل‌دختر، بخش مرکزی، دهستان جلوگیر واقع شده و این اثر در تاریخ ۱۰ مهر ۱۳۸۰ با شمارهٔ ثبت ۴۰۷۴ به‌عنوان یکی از آثار ملی ایران به ثبت رسیده است.